# 지선선사
지선선사(중국어 정체자: 至善禪師, 병음: Zhì Shàn Chán Shī, 광동 발음: Ji3 Sin6 Sim3 Si1),
명말 청초에 활동한 소림사의 다섯 고승을 일컫는 오조(五祖) 중 한 명으로만 알려져 있고 구체적인 생몰연대는 미상이다. 지선영춘권을 만든 것으로 알려져있다. 중국 청조의 압박으로 소림사가 파괴될 지경에 이르자 그는 복건 남소림의 기예가 실전될 것을 우려하여 속가 제자
들을 받아들였고, 그중 대표적인 제자가 홍가권의 창시자인 홍희관이었다.
| 미상 없음 | 소림사 고승 미상 | 창시 홍희관 |